# 安堵龍
安堵龍（アンドリュー、Andrew Hall、1981年2月10日 - ）は、アメリカ合衆国カリフォルニア州出身の外国人タレント兼翻訳家。
205cmという長躯に自前の長ランを羽織るという特異な出で立ちで2006年より日本の茶の間に進出。身長と同様、見上げざるを得ないほど日本のサブカルチャーへの造詣が深い。

## テレビ出演

### バラエティ
- アイチテル!（TBS系）
- ニッポニア学習帳（TBS系）
- NHK高校講座ベーシック10（NHK教育）
- TKOの黒船☆ジャパン（テレビ神奈川） - 準レギュラー

### ニュース
- スーパーJチャンネル「東京見聞録」（2006年9月 - 2008年12月、テレビ朝日） - レギュラー
- TOKYOモーニングサプリ（TOKYO MX）
- スーパーJチャンネル「新東京見聞録」（2010年9月 - 、テレビ朝日） - レギュラー

### アニメ
- もえがく★5（BSフジ） - レギュラー

## 執筆
- ダイヤモンドZAi「ミニ株バトル」
- ダイヤモンドZAi「お宝発掘バトル」